# 2MASS J13340623+1940351
2MASS J13340623+1940351 ist ein Brauner Zwerg im Sternbild Haar der Berenike. Er wurde 1999 von J. Davy Kirkpatrick et al. entdeckt.
Er gehört der Spektralklasse L1,5 an. Seine Position verschiebt sich aufgrund seiner Eigenbewegung jährlich um 0,11394 Bogensekunden.